# Хамбург (бронепалубен крайцер, 1903)
Хамбург (на немски: SMS Hamburg) е бронепалубен крайцер на Императорските военноморски сили от типа „Бремен“, втори кораб в проекта от седем крайцера. Построен е от фирмата AG Vulcan в град Щетин и носи името на град Хамбург. Корпусът е заложен през 1902 г., спуснат е на вода на 25 юли 1903 г. На 8 март 1904 г. влиза в състава на флота. В течение на 40 годишната си служба се намира в състава на Кайзерлихе Марине, Райхсмарине и Кригсмарине. Крайцерът е въоръжен с главна батарея от десет 105 мм оръдия и два 45-мм торпедни апарата. Може да развива скорост от 22 възела (41 км/ч).
Първите осем години от активната си служба „Хамбург“ провежда в състава на Флота на откритото море. Оставащата част от службата си „Хамбург“ прекарва в състава на флотилиите подводници, отначало като флагман 1-ва флотилия подводници, а след това като плаваща казарма за екипажите на подводници в хода на Първата световна война.
След края на войната се връща към активна служба в състава на Райхсмарине. Служи от 1936 до 1944 г. В началото на юли 1944 г. „Хамбург“, на буксир е изпратен в град Хамбург, за да бъде разкоплектован за метал, но в края на месеца е потопен от британски бомбардировачи. Корпусът е изваден от водата през 1949 г. и впоследствие разкомплектован за метал през 1956 г.

## Конструкция
Строителството на „Хамбург“ започва въз основа на договор „К“, корпусът е заложен в корабостроителницата на компанията AG Vulcan в гр. Щетин през 1902, спуснат на вода на 25 юли 1903 г., след което започват работите по дострояването на кораба. На 8 март 1904 корабът влиза в състава на Хохзеефлоте. Корабът има 111,1 м дължина, 13,3 м ширина, има газене от 5,28 м, водоизместимост от 3651 т при пълно бойно натоварване. Двигателната установка се състои от две парни машини Компаунд с тройно разширение, с индикаторна мощност от 10 хил. к.с. (7500 кВт), корабът развива скорост от 22 възела (41 км/ч). Парата за машините се образува в десет въглищни водотръбни парни котела „военноморски“ тип. Крайцерът може да носи 860 тона въглища, което осигурява далечина на плаване от 4270 морски мили (7910 км) на скорост от 12 възела (19 км/ч). Екипажът на крайцера се състои от 14 офицера и 274 – 287 матроса.
Въоръжението на крайцера се състои от десет оръдия 105 mm SK L/40 в единични установки. Две от тях са разположени едно до друго отпред на бака, шест са в средната част на съда, три са всяка страна и два са едно до друго на кърмата. Оръдията имат прицелна далечина на стрелбата от 12 200 m. Общият им боекомплект е 1500 изстрела (150 снаряда на ствол). Също корабът носи два 450-mm торпедни апарати с общ боезапас пет торпеда. Апаратите са поставени в корпуса на съда по бордовете под водата. Корабът е защитен от бронирана палуба с дебелина до 80 mm. Дебелината на стените на рубката е 100 mm, оръдията са защитени от тънки щитове с дебелина 50 mm.

## История на службата
След влизането си в строй „Хамбург“ служи в състава на флота. Той е приписан към 1-ви субдивизион на крайцерската дивизия на Действащия флот. Отрядът се състои от леките крайцери „Фрауенлоб“ (SMS Frauenlob) и Аркона (SMS Arcona), броненосния крайцер „Фридрих Карл“ (SMS Friedrich Carl) (флагмански кораб на отряда). Корабите са приписани към 1-ва ескадра на действащия флот. Втория субдивизион, състоящ се броненосен крайцер и три леки крайцера е приписан към 2-ра ескадра. През април 1909 г. „Хамбург“ крейсира в Средиземно море. На 21 април той е изпратен от Корфу към Мерсин, където метежниците заплашват немските интереси. На следващия ден към него се присъединяват няколко британски и френски кораба, включая и линкорът от кралския флот HMS Swiftsure. През 1912 г. той е отзован от фронтова служба за ролята на втори флагман на 1-ва флотилия подводници. След началото на Първата световна война „Хамбург“ се връща в състава на флота, но продължава да играе ролята на флагман на 1-ва флотилия. На 6 август „Хамбург“ и крайцерът „Щетин“ съпровождат флотилия подводници в Северно море с цел да послужат за примамка за британските кораби, които на свой ред да станат цел за подводниците. Отрядът не среща никакви британски кораби и на 11 август се връща в пристанището.
На 15 – 16 декември „Хамбург“ взема участие в обстрела над Скарбъроу, Хартлпул и Уитби. Той влиза в състава на крайцерското прикритие на флота на Откритото море, играещо ролята на далечно прикритие за линейните крайцери на контраадмирал фон Хипер, които провеждат обстрела. Съгласно докладите на британските разрушители адмирал фон Ингенол заповядва на силите на флота на Откритото море да се връща в портовете на Германия. В 06.59 германските кораби „Хамбург“, „Роон“ (SMS Roon) и „Щутгарт“ (SMS Stuttgart) се натъкват на разрушителите на командер Джонс. Джонс преследва немците до 7.40 докато „Хамбург“ и „Щутгарт“ не получават заповедта да унищожат своите преследвачи. В 08.02 „Роон“, със сигнали, предава на двата леки крайцера да оставят преследването и да плават за съединяване с останалите сили на флота на Откритото море.
На 21 април 1915 г. „Хамбург“, близо до устието на река Везер в Северно море се сблъсква с германския торпеден катер SMS S21.
В хода на Ютландското сражение „Хамбург“ е приписан към 4-ти разузнавателен отряд. Отрядът, под командването на комодор фон Ройтер, отплава от Вилхелмсхафен в 03.30 на 31 май заедно със силите на флота. Имайки задачата да прикриват флота „Хамбург“ и торпедният катер V73 се разполагат на траверса на 2-ра бойна ескадра. „Хамбург“ и 4-ти разузнавателен отряд не участват в боя от началната фаза на сражението, но в 21.30 срещат 3-та британска ескадра леки крайцери. Корабите на Ройтер повеждат флота на Откритото море на юг, надалеч от разгръщащия се Гранд Флийт. Поради голямото разстояние и лошата видимост само „Мюнхен“ (SMS München) и „Щетин“ успяват да встъпят в бой с британските крайцери. „Хамбург“ изстрелва един залп, но мъглата скрива неговите резултати. Ройтер заповядва на корабите да изпълнят остър завой надясно, за да подмамят британците към големите бойни кораби на германския флот, но 3-та ескадра не захапва примамката и излиза от боя.
Впоследствие, в хода на войната „Хамбург“ служи в ролята на плаваща казарма за флотилията подводници във Вилхелмсхафен. Негов командир, от 16 март 1917 г. до 12 май 1918 г. е корветенкапитан (капитан 2-ри ранг) Фридрих Лютцов. Съгласно условията на Версайския договор „Хамбург“ става един от шестте леки крайцера, които Германия получава правото да запази. От 1920 г. „Хамбург“ започва активната си служба в новосъздадената Райхсмарине. През 1922 г. „Хамбург“ е приписан към ескадрата на Северно море заедно със старият линкор „Брауншвайг“ и крайцерът „Аркона“. През 1923 „Хамбург“ излиза от състава на флота и става учебен крайцер за военноморските кадети, в тази си роля служи от 1924 до 1927 г. На 31 март 1931 г. е изключен от военноморския регистър. Фридрих Лютцов (вече в званието капитан цур зее (капитан 1-ви ранг)) е капитан на кораба от 27 септември 1924 до 2 май 1925 г. От 1936 до 1944 г. „Хамбург“ отново служи като плаваща казарма за флотилията на подводниците на Кригсмарине в Кил. През 1944 г. командването решава да разкомплектова крайцера за метал. На 7 юли 1944 г. крайцерът е отбуксиран в гр. Хамбург за разкомплектоването. Там той на 27 юли е потопен от британски бомбардировачи. Корпусът е изваден през 1949 г. и разкомплектован за метал през 1956 г.

## Коментари
1. ↑  Префиксът „SMS“ е от на немски: Seiner Majestat Schiff (Кораб на Негово Величество).
2. ↑  Германските кораби при началото на тяхното строителство получават временни имена. За новите кораби се избират букви. Тези кораби, които трябва да заменят стари или загубени кораби получават приставката „Ерзац“ пред името на заменяемия кораб.
3. ↑  Съгласно номенклатурата на артилерията на флота на Германската империя „SK“ (Schnelladekanone) означава „скорострелно оръдие“, а L/40 означава сравнителната дължина на оръдието в калибри. В дадения случай L/40 означава, че дължината на оръдието съставлява 40 негови калибра (105 × 40).
4. ↑  Според немската класификация те се обозначават като малки крайцери (на немски: Kleiner Kreuzer).